# Wood Dale
Wood Dale és una ciutat dels Estats Units a l'estat d'Illinois. Segons el cens del 2000 tenia 13.535 habitants.

## Demografia
Segons el cens del 2000, Wood Dale tenia 13.535 habitants, 5.117 habitatges, i 3.663 famílies. La densitat de població era de 1.119 habitants/km².
Dels 5.117 habitatges en un 29,2% hi vivien nens de menys de 18 anys, en un 58,9% hi vivien parelles casades, en un 8,8% dones solteres, i en un 28,4% no eren unitats familiars. En el 23,1% dels habitatges hi vivien persones soles el 9,6% de les quals corresponia a persones de 65 anys o més que vivien soles. El nombre mitjà de persones vivint en cada habitatge era de 2,64 i el nombre mitjà de persones que vivien en cada família era de 3,15.
Per edats la població es repartia de la següent manera: un 22,4% tenia menys de 18 anys, un 7,6% entre 18 i 24, un 29,4% entre 25 i 44, un 26,5% de 45 a 60 i un 14,1% 65 anys o més.
L'edat mediana era de 30 anys. Per cada 100 dones de 18 o més anys hi havia 93,6 homes.
La renda mediana per habitatge era de 57.509 $ i la renda mediana per família de 62.289 $. Els homes tenien una renda mediana de 45.884 $ mentre que les dones 35.247 $. La renda per capita de la població era de 25.507 $. Aproximadament el 2,9% de les famílies i el 4,1% de la població estaven per davall del llindar de pobresa.

## Poblacions properes
El següent diagrama mostra les poblacions més properes.